# Зграда Окружног суда у Ваљеву
Зграда Окружног суда у Ваљеву , подигнута 1906. године за потребе суда. Зграда је споменик културе.

## Изглед зграде
Грађевина је подигнута по пројекту Јована Илкића, на начин како су у то време у Србији подизане многе зграде судова.
Зграда је лоцирана на углу улица, са подједнако третираним бочним крилима из улица Карађорђеве и Војводе Мишића и посебно наглашеним централним делом на коме је смештен главни улаз, изнад кога је декоративно обрађен балкон, а у врху фасаде је тимпанон са атиком у нивоу крова. Угаона фасада је оивичена моћним пиластрима који се у врху завршавају са две стојећа фигуре - алегорије правде и закона.
Здање је пројектовано у духу академизма, где је обрада фасада употпуњена сецесионистичком декорацијом.
У овој згради је 8. новембра 1914. године одржана седница Владе Србије.